# Mormotomyiidae
Mormotomyiidae là một họ ruồi, hiện chỉ có một loài Mormotomyia hirsuta, được tìm thấy ở Kenya. Loài này được miêu tả đầu tiên bởi Ernest Edward Austen, và mẫu vật được thu thập ở một nơi trên núi Okazzi Hills. Mẫu chỉ được thu thập 3 lần vào năm 1933, 1948, và 2010.